# Seillons-Source-d'Argens
Seillons-Source-d'Argens è un comune francese di 2 158 abitanti situato nel dipartimento del Var della regione della Provenza-Alpi-Costa Azzurra.

## Società

### Evoluzione demografica
Abitanti censiti